# Донка Ганева
Донка Тодорова Ганева е български издател на модни списания.

## Биография
Родена е през 1948 г. в гр. Нови пазар. Завършила е българска филология в Софийския държавен университет през 1973 г. Работи в изд. „Български художник“, Студентския дом на културата, сп. „Лада“, в. „Ние жените“ и др.
Издава шест от най-големите женски и модни списания и вестници: „Ревю“, „Диета и красота“, „Дона“, „Билка“, „Бебе“ и „Къща и градина“. От 1993 г. до 2004 г. е председател на сдружение „Академията за мода“. От 2005 г. с Любомир Стойков са съпредседатели на „Академия за мода“ ООД. Организацията дава годишна награда „Златна игла“ за постижение в модата.

## Произведения
- От главата до петите (1990) – с Лилия Маслова, сборник от публикации в сп. „Лада“